# SONiC (オペレーティングシステム)
SONiC (Software for Open Networking in Cloud) とはマイクロソフトとOpen Compute Projectによって開発された、Linuxベースのフリーでオープンソースなネットワークオペレーティングシステム (NOS) である。SONiCにはL3デバイスの機能に必要な全てのネットワークソフトウェアコンポーネントが含まれており、クラウドデータセンターの要求を満たすよう設計された。SONiCによって、クラウドオペレーターは異なるスイッチベンダーのハードウェア間で同じソフトウェアスタックを共有することが可能となる。

## 概要
SONiCは2017年にマイクロソフトによって開発され、オープンソース化された。SONiCはネットワークソフトウェアから基盤となるハードウェアを切り離し、 SAIスイッチプログラミングAPI上に構築されている。SONiCは複数のベンダーのネットワークスイッチやASIC上で動作する。SONiCはBorder Gateway Protocol (BGP)、Remote Direct Memory Access (RDMA)、QoSなどの有名なEthernet/IP技術をネットワーク機能としてサポートする。
SONiCコミュニティのメンバーには、クラウドプロバイダ、サービスプロバイダ、シリコンやコンポーネントのサプライヤーに加え、ネットワーキングハードウェアのOEMやODMなどがおり、その数は850人以上である。SONiCを採用またはSONiCに貢献している企業には、アリババグループ、アリスタネットワークス、ブロードコム、デル、シスコシステムズ、コムキャスト、ジュニパーネットワークス、ノキア、Nvidia-Mellanox、VMwareなどがある。 SONiCはマイクロソフトのAzureネットワーキングサービスで使用されている。
SONiCネットワークオペレーティングシステムは、中国の北京で開催されたACM SIGCOMM 2nd Asia-Pacific Workshop on Networking 2018 (APNET 2018) で発表された。
SONiCのソースコードのライセンスは、GNU General Public LicenseやApache Licenseなどのオープンソースライセンスが組み合わされており、GitHubから利用できる。